# Campeonato Piauiense de Futebol Feminino de 2022
O Campeonato Piauiense Feminino de 2022 foi a décima terceira edição desta competição futebolística da modalidade feminina organizada pela Federação de Futebol do Piauí (FFP).
Foi disputada por quatro equipes entre os dias 5 de novembro e 18 de novembro. A decisão, por sua vez, foi protagonizada por Piauí e Tiradentes. No confronto decisivo, o Tiradentes venceu por 2–1, conquistou seu nono título e garantiu vaga na Série A3 do Brasileirão de 2023.

## Participantes e regulamento
O regulamento do Campeonato Piauiense Feminino consistiu em duas fases: na primeira, as quatro agremiações participantes se enfrentaram em pontos corridos em turno único. Após as três rodadas, os dois primeiros colocados se classificaram para a decisão. Esta também seria disputada em partida única. Os quatro participantes foram:
| Equipe          | Cidade   | Títulos                                             |
| --------------- | -------- | --------------------------------------------------- |
| Abelhas Rainhas | Picos    | 1 (2014)                                            |
| Piauí           | Teresina | —                                                   |
| Skill Red       | Teresina | —                                                   |
| Tiradentes-PI   | Teresina | 8 (2008, 2009, 2010, 2012, 2015, 2017, 2018 e 2019) |

## Resultados

### Primeira fase
| Pos | Equipe          | Pts | J | V | E | D | GP | GC | SG | Classificado |     | PIA | TIR | ABR | SKR |
| --- | --------------- | --- | - | - | - | - | -- | -- | -- | ------------ | --- | --- | --- | --- | --- |
| 1   | Piauí           | 7   | 3 | 2 | 1 | 0 | 8  | 4  | +4 | Final        |     | —   | –   | –   | 4–2 |
| 2   | Tiradentes-PI   | 5   | 3 | 1 | 2 | 0 | 5  | 3  | +2 | Final        |     | 1–1 | —   | 3–1 | 1–1 |
| 3   | Abelhas Rainhas | 3   | 3 | 1 | 0 | 2 | 8  | 9  | −1 |              |     | –   | –   | —   | 5–2 |
| 4   | Skill Red       | 1   | 3 | 0 | 1 | 2 | 4  | 9  | −5 |              | 1–3 | –   | –   | —   |     |

### Final
| 18 de novembro | Piauí         | 1 – 2  | Tiradentes-PI            | Lindolfo Monteiro, Teresina    |
| 18h30min       | Ana Maria 69' | Súmula | Eliene 61' · Roberta 74' | Árbitro: Edimar da Silva Leite |